# Geleira Fleming
 Coordenadas : orientação de longitude inválida, deve ser "E" ou "W"
A geleira Fleming é uma vasta geleira/glaciar de 25 milhas náuticas (46 km) de extensão no lado oeste da península Antártica, flutuando do oeste-noroeste e terminando no Forster Ice Piedmont para leste da Plataforma de Gelo Wordie. A geleira foi delineada pela Expedição Britânica da Terra de Graham (BGLE) sob o comando de Rymill, 1934–37, e foi fotografada do ar pelo United States Antarctic Service (Serviço Antártico dos Estados Unidos) (USAS) em 29 de setembro, 1940. Até aqui esta característica sem nome foi nomeada pelo US-SCAN em 1947 com o nome do Rev. W.L.S. Fleming, reitor de Trinity Hall, Universidade de Cambridge; e também capelão, cientista chefe e geólogo do BGLE.